# خشخاش أبولي
خشخاش أبولي (الاسم العلمي: Papaver apulum) هي نوع نباتي يتبع جنس الخشخاش من الفصيلة الخشخاشية. 